# Сеебак
Сеебак (фр. Seebach) — коммуна на северо-востоке Франции в регионе Гранд-Эст (бывший Эльзас — Шампань — Арденны — Лотарингия), департамент Нижний Рейн, округ Агно-Висамбур, кантон Висамбур.
Площадь коммуны — 17,11 км², население — 1752 человека (2006) с тенденцией к стабилизации: 1707 человек (2013), плотность населения — 99,8 чел/км².

## Население
Население коммуны в 2011 году составляло 1707 человек, в 2012 году — 1699 человек, а в 2013-м — 1707 человек.
| 1962 | 1968 | 1975 | 1982 | 1990 | 1999 | 2006 | 2008 | 2011 | 2012 | 2013 |
| ---- | ---- | ---- | ---- | ---- | ---- | ---- | ---- | ---- | ---- | ---- |
| 1353 | 1453 | 1616 | 1512 | 1541 | 1672 | 1752 | 1780 | 1707 | 1699 | 1707 |

Динамика населения:

## Экономика
В 2010 году из 1144 человек трудоспособного возраста (от 15 до 64 лет) 894 были экономически активными, 250 — неактивными (показатель активности 78,1 %, в 1999 году — 74,0 %). Из 894 активных трудоспособных жителей работали 838 человек (461 мужчина и 377 женщин), 56 числились безработными (26 мужчин и 30 женщин). Среди 250 трудоспособных неактивных граждан 76 были учениками либо студентами, 82 — пенсионерами, а ещё 92 — были неактивны в силу других причин.

## Достопримечательности (фотогалерея)

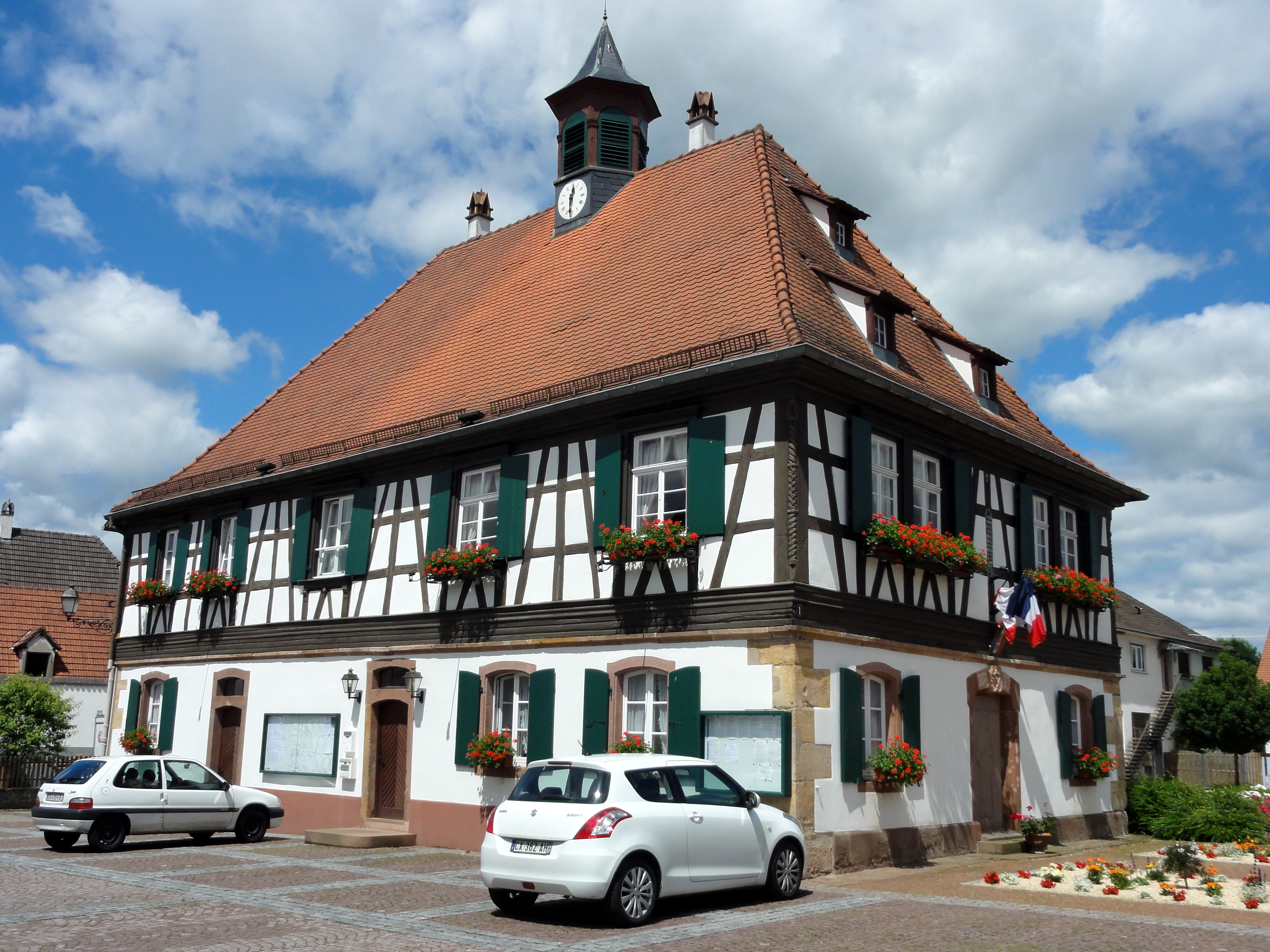
Здание мэрии
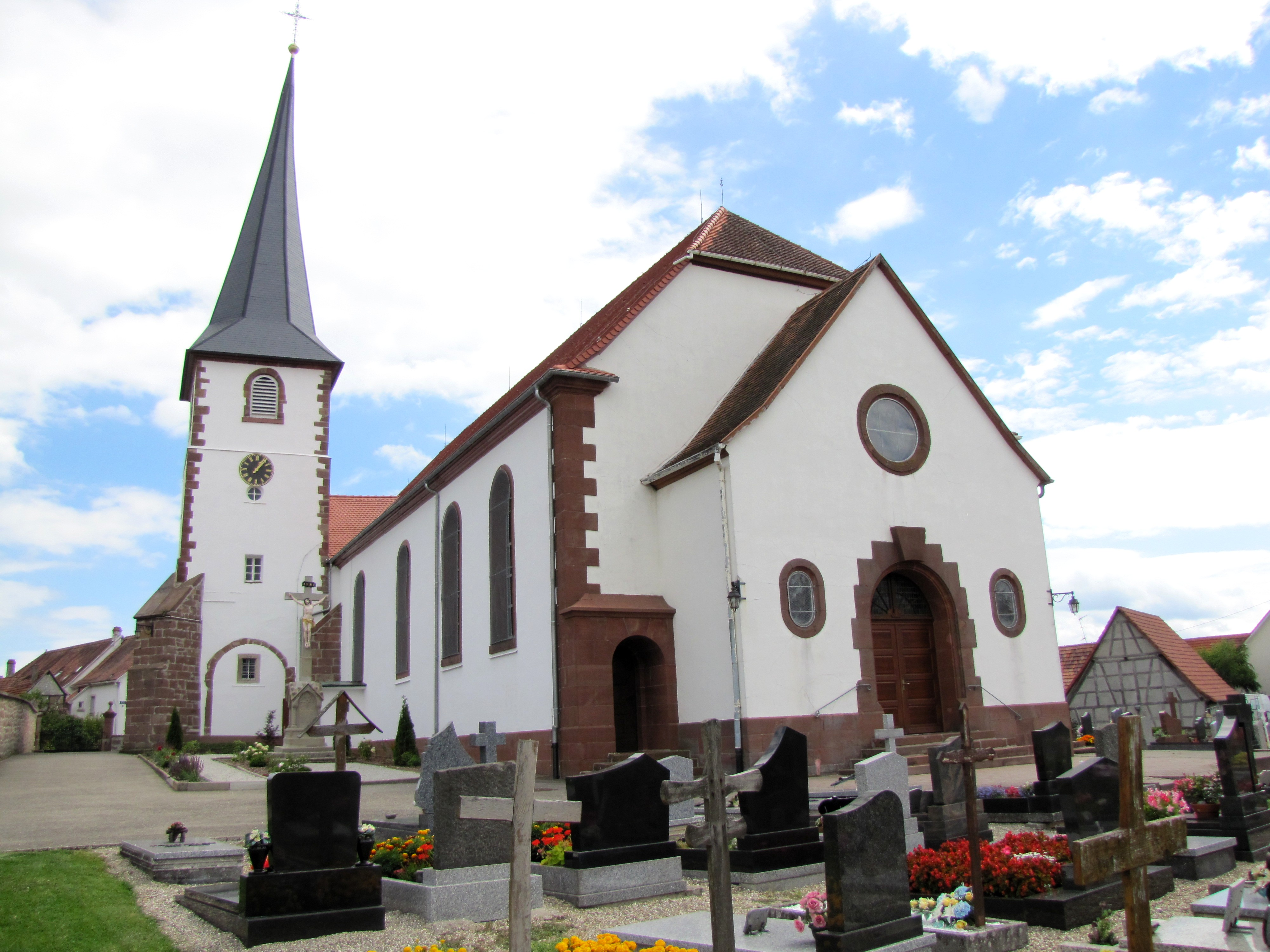
Церковь Сен-Мартен
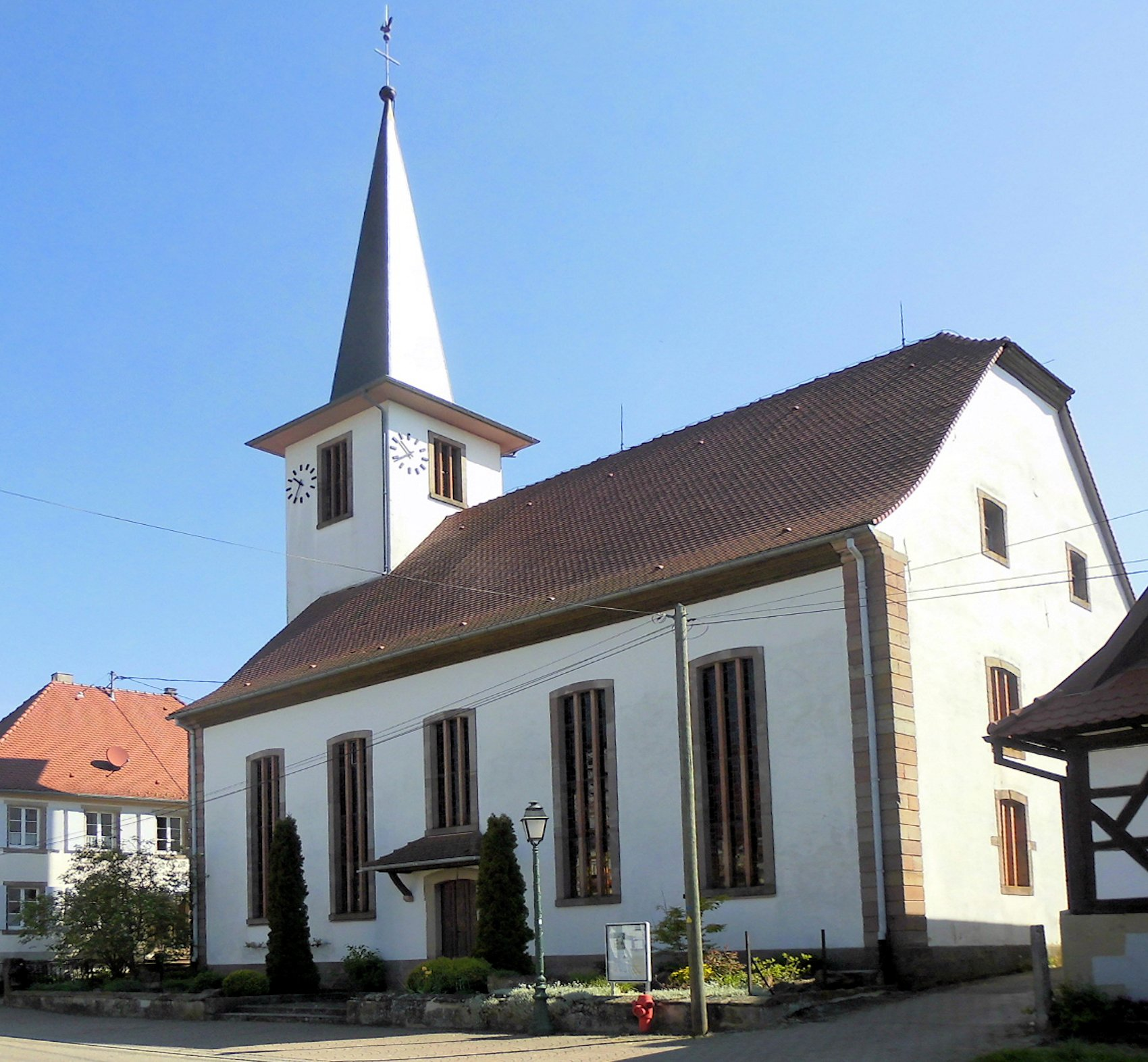
Протестантская церковь
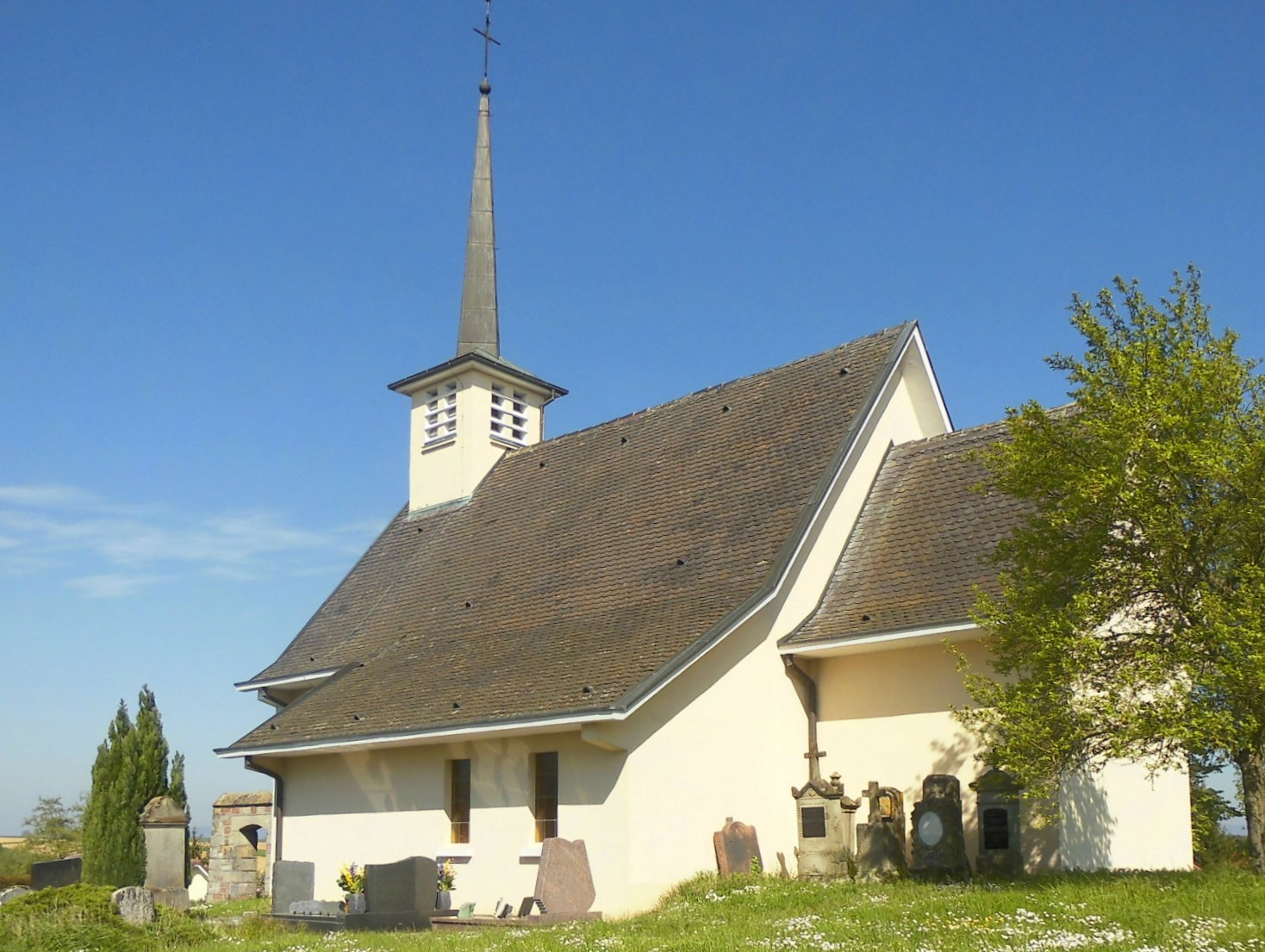
Протестантская церковь Сен-Венделин
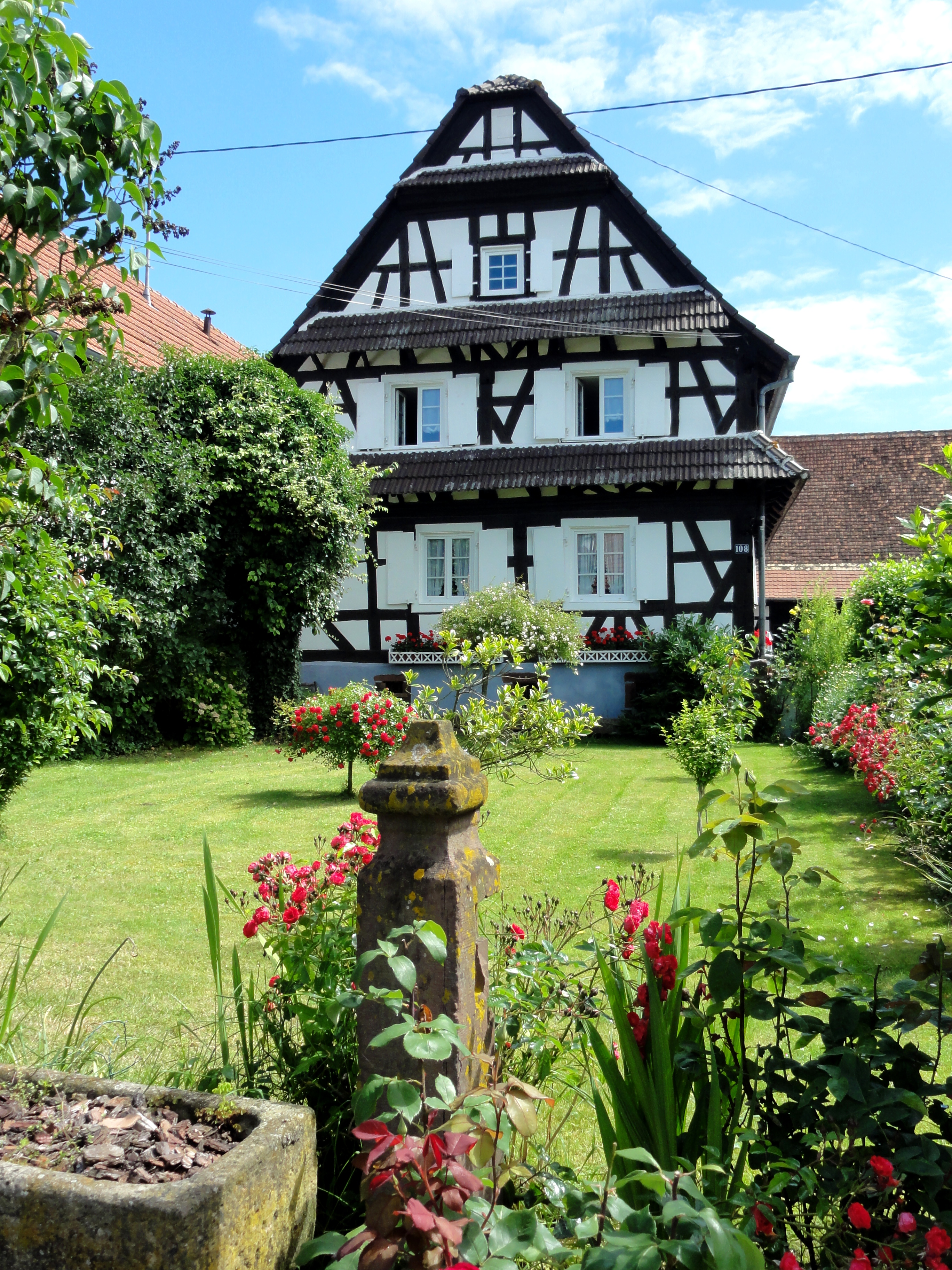
Фахверковый дом
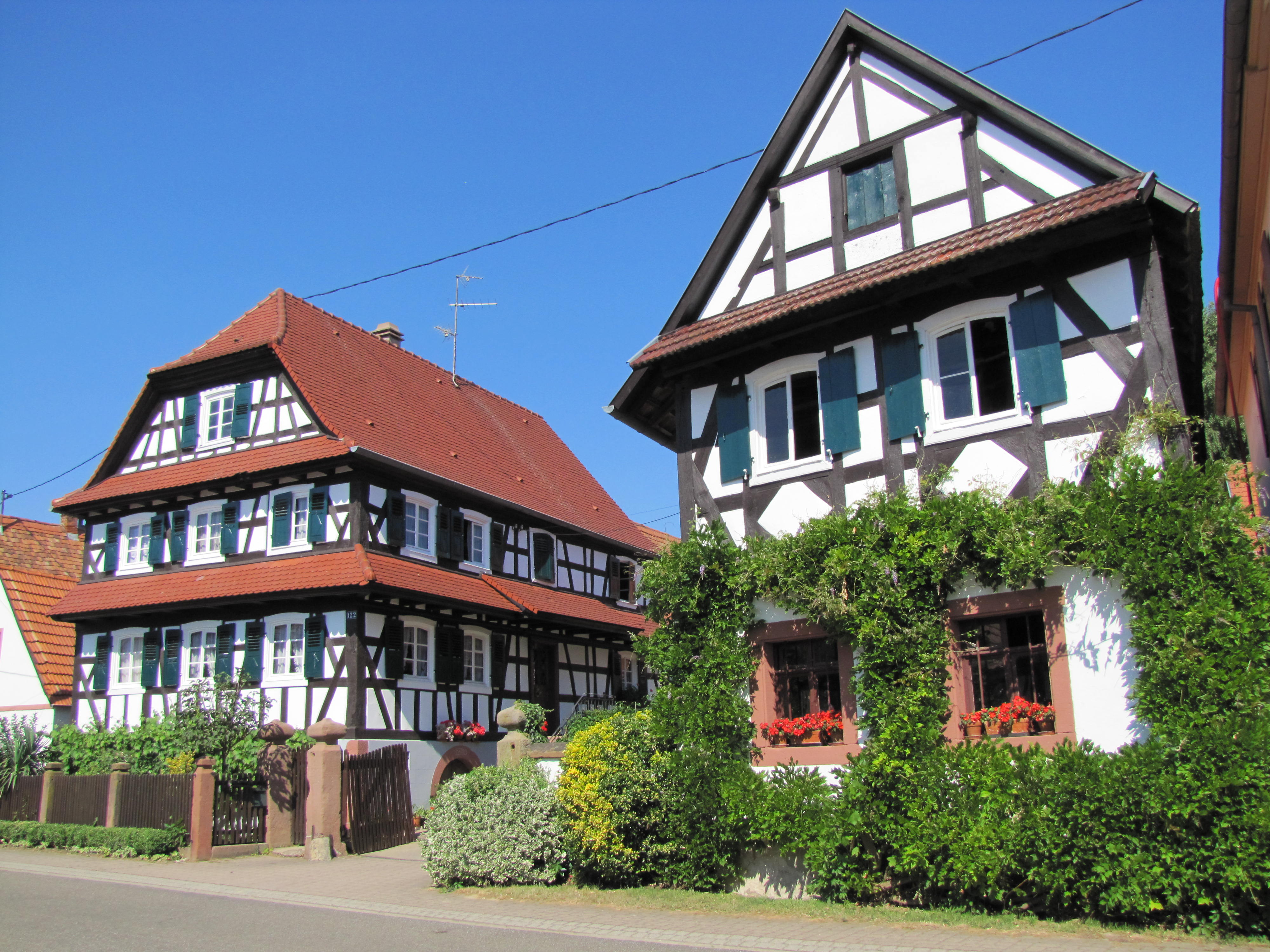
Фахверковый дом
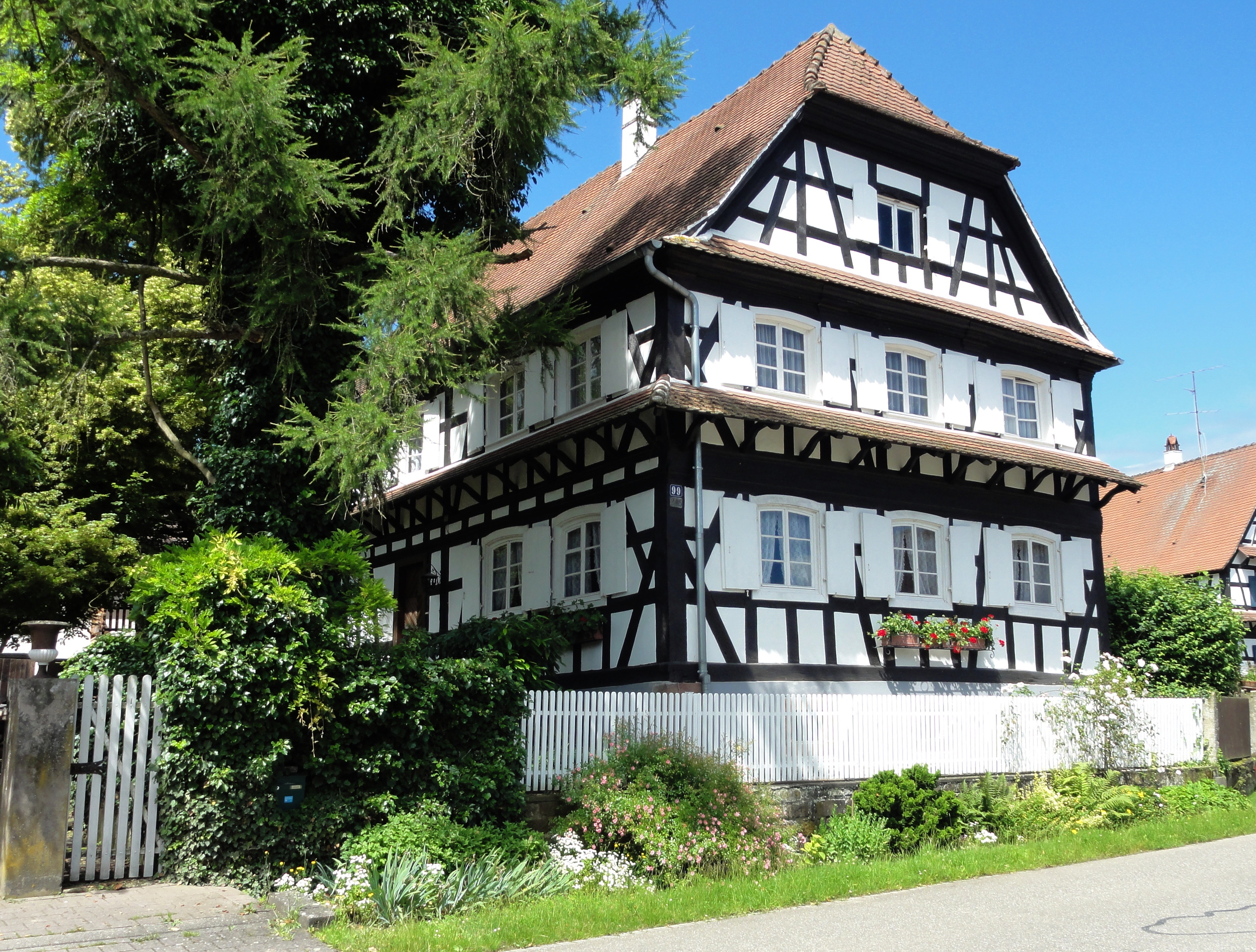
Фахверковый дом
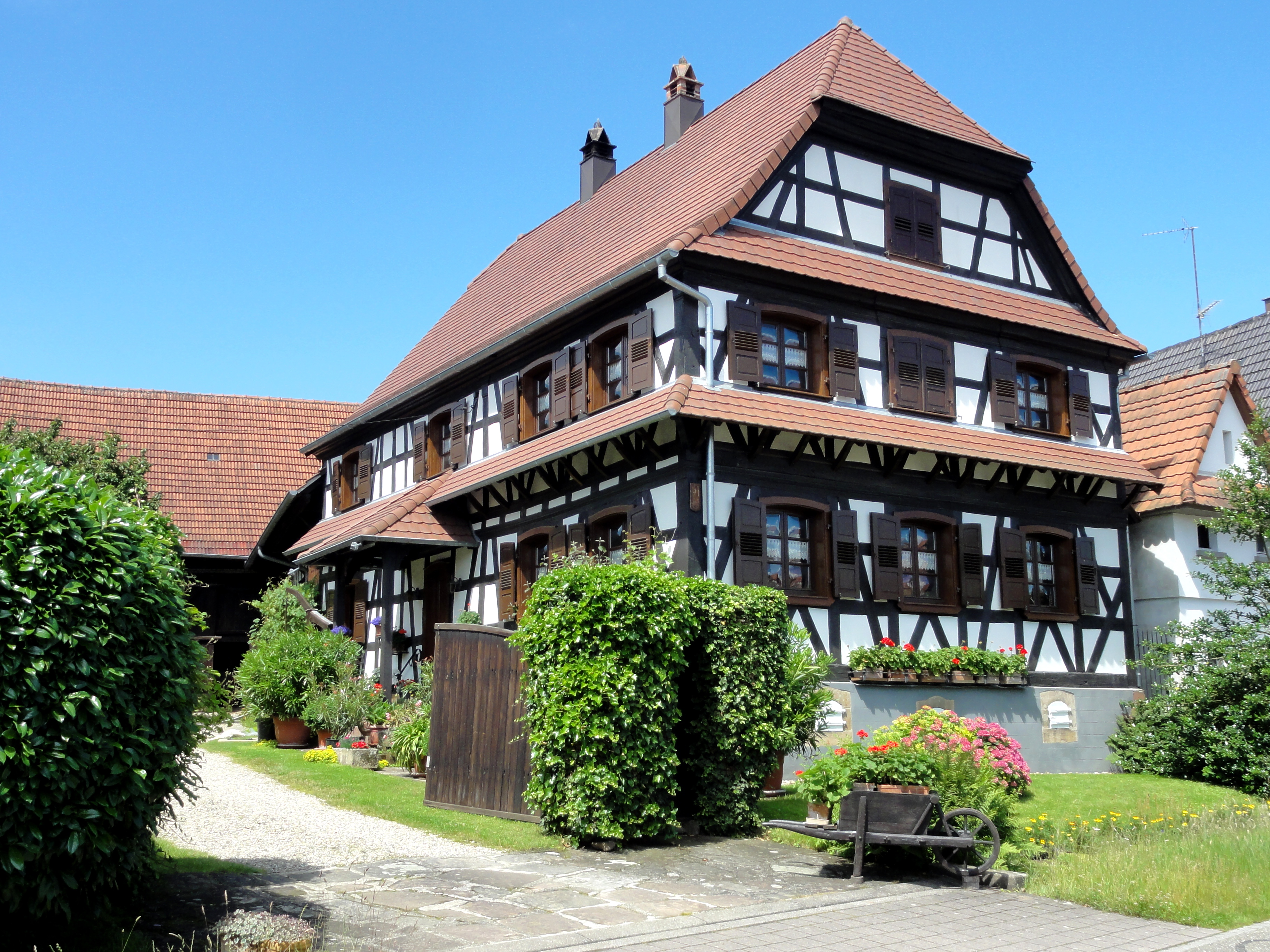
Фахверковый дом